# Zdeněk Blahuta
Zdeněk Blahuta (* 17. listopadu 1960) je český farmaceut a úředník v oboru zdravotnictví. V letech 2014–2017 byl ředitelem Státního ústavu pro kontrolu léčiv, v prosinci 2020 ho ministr zdravotnictví jmenoval do funkce koordinátora vakcinační strategie v souvislosti s pandemií nemoci covid-19, v lednu 2021 však na post rezignoval. Působil také v lékárenství na řadě pozic, od lékárenského asistenta přes provozovatele lékáren až po ředitele lékárenských velkoobchodů, od roku 2019 je výkonným ředitelem Evropské federace lékárenských sítí.

## Vzdělání
V letech 1975–1979 studoval na gymnáziu v ulici Františka Hajdy v Ostravě-Hrabůvce.
V letech 1979–1980 studoval obor nauky o kovech na Hutnické fakultě Vysoké školy báňské v Ostravě.
V letech 1980–1985 vystudoval na královéhradecké Farmaceutické fakultě Univerzity Karlovy obor klinické farmacie. V roce 1988 získal na ILF Praha atestaci z lékárenství 1. stupně.
V letech 2002–2014 se účastnil programu celoživotního vzdělávání ČLnK, v roce 2013 byl v IPVZ Praha zařazen do specializační přípravy v oboru nemocničního lékárenství, dále absolvoval kursy či školení v oboru prodejních stylů a dovedností v lékárenské péči (HMC Group CZ, 2008–2009)a v oboru profesionálního managementu a koučinku (Gustav Kaeser Management, 1994).
V životopise zveřejněném na webu SÚKL má uvedenu pokročilou znalost angličtiny a aktivní znalost němčiny a ruštiny.

## Osobní život
Podle životopisu zveřejněného na webu SÚKL je ženatý a má dvě děti.
Nebyl členem žádné politické strany ani hnutí.

## Působení v lékárenství
V letech 1985–1988 byl lékárenským asistentem v ostravské nemocniční poliklinice KÚNZ, poté zde do roku 1991 pracoval jako vedoucí oddělení zásob. V letech 2012–2014 zde byl vedoucím lékárníkem.
Roku 1991 se stal na jeden rok ředitelem českého lékárenského velkoobchodu Pharmos. V letech 1992–1993 pracoval jako farmaceutický reprezentant společnosti Boehringer Ingelheim, v roce 1993 pak jako obchodní ředitel odštěpného závodu TAMDA Ostrava a.s. Poté byl obchodním ředitelem společnosti Gehe Pharma Praha, distributora léčiv, který se později stal součástí investiční skupiny Penta Investments.
V letech 1996–2001 provozoval lékárnu Zlatý orel ve Frenštátě pod Radhoštěm. V letech 1999–2003 byl také provozovatelem frenštátské lékárny na poliklinice a v letech 2004–2010 jejím jednatelem. V letech 2004–2010 byl zároveň jednatelem lékárny U pošty v Opavě. V letech 2007–2010 byl předsedou rady občanského sdružení Alphega lékárna ČR.
Později po uvolnění z funkcí ve státním lékovém úřadu pracoval do roku 2020 opět jako lékárník, a to na částečný úvazek pro společnost Česká lékárna holding a také pro lékárenskou společnost Benu.
V letech 2003–2007 byl členem představenstva České lékárnické komory. Pracoval též v sekci lékárenství a sekci nemocničních lékárníků České společnosti Jana Evangelisty Purkyně.
Angažuje také v Evropské federaci lékárenských sítí (EFPC) a od roku 2019 je jejím výkonným ředitelem. Cílem sdružení je podle něj sledovat aktivity různých lobbistických skupin, které většinou vedou ke krácení práv pacientů, nebo sledovat trendy ve zhoršení dostupnosti lékáren a snižování efektivity lékárenské péče.

## Působení v SÚKL
V letech 2010–2012 byl inspektorem Státního ústavu pro kontrolu léčiv. Poté pracoval opět dva roky jako vedoucí lékárník, a to v Ostravě, ale v roce 2014 jej ministr zdravotnictví Svatopluk Němeček jmenoval ředitelem tohoto ústavu.
V roce 2017 měla finišovat příprava systému elektronických předpisů eRecept, kterou měl Zdeněk Blahuta na starosti. Kritici z řad odborné i pacientské veřejnosti včetně ministra Adama Vojtěcha však tvrdili, že ani koncem roku 2017 systém nefungoval tak, jak měl. Zdeněk Blahuta na kritiku reagoval dopisem premiérovi Andreji Babišovi, ve kterém si stěžoval, že se nemluví o skutečných důvodech kritiky eReceptu, jímž podle Blahuty bylo rozkrytí černé díry v předepisování léčivých přípravků a různých vazeb mezi lékaři a lékárníky. Po tomto vyjádření na něj začaly útočit především Česká lékárenská komora a Česká lékařská komora. Zdeněk Blahuta poté na post ředitele SÚKL ke konci roku 2017 rezignoval, ale tvrdí, že jeho rezignace s projektem nesouvisela a že se rozhodl skončit především kvůli vztahu s ministrem Adamem Vojtěchem, protože nebyli schopni vzájemně spolupracovat, Blahuta necítil ze strany ministra podporu a podle Blahuty měl ministr své důvody, o kterých však s Blahutou nemluvil. Podle Blahuty systém eRecept fungoval správně a ministr si jeho zásluhy přisvojil. Podle Vojtěcha však systém připravený nebyl a bylo neakceptovatelné, když Blahuta zaútočil svým dopisem na lékaře a lékárníky ve snaze upozadit vlastní selhání nepřipravenosti systému eRecept. Ministr měl údajně podrobné informace o celé řadě dalších nezvládnutých agend, jako byly například desetitisíce nevyřízených správních řízení nebo nefunkční sekce zdravotnických prostředků.
Podle tehdejšího oficiálního sdělení ministerstva zdravotnictví odešel ředitel Blahuta z funkce z osobních důvodů. Jeho odchod k 18. prosinci 2017 byl prvním ze série odchodů či odvolání řady vysokých státních úředníků a manažerů v době, kdy první vláda Andreje Babiše byla dlouhodobě v demisi a prezident Miloš Zeman otálel s přijetím této demise.

## Koordinátor očkování
V listopadu 2020 jej oslovil ministr zdravotnictví Jan Blatný se svými spolupracovníky, jestli by jim nepomohl s koordinací logistiky očkování proti covidu-19, a od 8. prosince 2020 se stal oficiálně koordinátorem, na poloviční úvazek.
Blahuta se domníval, že byl do této funkce vybrán díky tomu, jako práci odvedl ve funkci ředitele SÚKL. Ministerstvo zdravotnictví Seznam Zprávám neodpovědělo na otázku, na základě čeho ministr Jan Blatný tuto funkci přidělil právě Blahutovi.
Premiér Andrej Babiš poté nabídl svému poradci Romanu Prymulovi, minulému ministru zdravotnictví, funkci vládního zmocněnce pro očkování. Roman Prymula tuto nabídku odmítl s odůvodněním, že není možné to řídit ze čtyř míst, je tady už jeden koordinátor a tím je pan Zdeněk Blahuta, a dominantně je všechno na ministerstvu, takže by nedávalo logiku to řídit mimo to. Uvedl, že nechce nést odpovědnost za něco, co se nedá z externí pozice řídit. 20. prosince 2020 premiér Babiš oznámil, že se tedy tímto zmocněncem stane on sám. O týden později tuto formulaci označil za nadsázku, která měla znamenat, že žádný zmocněnec jmenován nebude a odpovědnost ponese jako premiér on osobně. Řekl: „Celou tu akci řídím já a ministerstvo zdravotnictví. Dohlížím na to, pomáhám ministerstvu, takže žádný zmocněnec není a nebude. Já jsem premiér, který je za to zodpovědný a vždy jsem se hlásil k té odpovědnosti.“ Koordinátora Zdeňka Blahutu a jeho devítičlenný tým premiér ani v jednom z těchto svých prohlášení nezmínil a nejmenoval. Zdeněk Blahuta v rozhovoru s Českou televizí na dotaz, zda na úvodní rozsáhlé poradě s premiérem nabyl dojmu, že Babiš má v něj důvěru, odpověděl: „Ne, toho dojmu jsem ještě nenabyl.“
K 25. lednu 2021 z této funkce odstoupil.

## Publikační a přednášková činnost
V letech 2004–2013 publikoval v Časopise českých lékárníků články k aktuální problematice provozu veřejných lékáren.
Přednáškami se účastnil kongresů EPF (European Patient’s Forum) v roce 2008 v Monaku (Potenciál virtuálních sítí nezávislých lékáren na liberalizovaných trzích), 2009 v Londýně (Výkon povolání lékárníka v době transformace) a 2010 v Praze (Analýza regulací českého zdravotnictví včetně odvětví farmacie, srovnání ČR a starých členských zemí EU). V roce 2011 vystoupil na Lékárnických dnech v Plzni s přednáškou Lékárenská péče v ČR z pohledu regulátora.